# ريش (فلم)
ريش (بالإنجليزية: Feathers) فيلم دراما مصري للمخرج عمر الزهيري لعام 2021. كتب الفيلم المخرج الزهيري بمساعدة الكاتب أحمد عامر، وقام بالبطولة مجموعة من الأشخاص الذين لم يسبق لهم التمثيل من قبل. يتناول الفيلم في إطار من الدراما والخيال، عائلة تُجبر على فترة من الاكتشاف الذاتي بعد أن يقوم ساحر بتحويل رب الاسرة المستبد بطريق الخطأ إلى دجاجة خلال حفلة عيد ميلاد للأطفال.
عرض الفيلم لأول مرة في فرنسا أثناء فعاليات مهرجان كان السينمائي في دورته 74 في 13 يوليو 2021.
شارك الفيلم في المسابقة الرسمية لأسبوع النقاد الدولي المقامة ضمن فعاليات مهرجان كان السينمائي بفرنسا في النسخة 74 وفاز بالجائزة الكبرى لمسابقة أسبوع النقاد الدولي وهو الفيلم المصري الأول الذي يفوز بالجائزة الكبرى في أسبوع نقاد مهرجان (كان).
يعود المخرج عمر الزهيري بهذا العمل لمهرجان (كان) بعد 7 سنوات من مشاركته بالمهرجان بفيلم (ما بعد وضع حجر الأساس لمشروع الحمام بالكيلو 375) عام 2014.عرص دة

## طاقم التمثيل
بطولة: دميانا نصار - سامي بسيوني - فادي مينا فوزي - أبو سيفين نبيل ويصا - محمد عبد الهادي - جانا
بالاشتراك مع: سامية سعيد – إسلام عبد الله – نعيم عبد المالك – أحمد شعبان – حسن الروسي – وحيد جشوه – عبد الله محمود – محمد بدر – موسى عناني – محمد زكي – علي بدير – محمود أبو الحسن – شوكت جمال – حلمي علام – جمال الدين – مجدي عبد العزيز – عبد اللطيف الطحاوي – عبد النبي عبد الوهاب – عاطف شاكر – محمد بدوي – عادل توفيق – نبيل جودة – هاني محمود – محمود فتوح – محمد زعفان – مصطفى الفيل – الحسيني أحمد – محمد الصفتي – علي موسى – أحمد زكي – أسامة إبراهيم – عبد الله محمد – محمود عبد الله – أشرف محمود – عبد الصادق سعد – أحمد عبد العظيم – محمد عصام – رامي رمزي – الإمام عبد السميع – رباب ذكري – أبو حبيب عبد الخالق – عبد الباسط عبد الحميد – نانسي إيغال – عمرو محمود – عفت شعبان – هيثم أحمد – محمد صدقي – جيد حلمي – محمد بدوي – عبد الكريم عبد العظيم – شعبان صديق – حبيب حسني – أحمد علي – شوكت كامل – ناصر جلال – فكري عبد الحميد – علية ذكري – سيد مصطفى – فرج أحمد – محمود خالد – فهيمة محمد – جاكي أفريكان – هشام العمري – منصور جاد – جهاد السادات – عرفان فتحي – جواد فريد – هاشم جاد – غادة عبد العظيم – أشرف محمود.

## أحداث الفيلم
تبدأ الأحداث برجل يحترق وسط إحدى المصانع ليلاً.
تقوم السيدة بأعمال بيتها القذر، الفقير، بينما يرتدي الرجل ملابسه استعداداً للذهاب إلى العمل في مصنعه. بفتح الرجل صندوق معدني مغلق بمفتاح ويسلم زوجته مبلغ بسيط قائلاً أن هذا المبلغ لطعام اليوم وغداً وهذا الطعام هو الباذنجان، وتعود الزوجة لعمل البيت. تجلس الأسرة للغداء، الزوج والزوجة وطفلين في الرابعة والخامسة من العمر، ورضيع تحمله الأم، ويسخر الزوج من كوب حليب تقدمه له الزوجة. يشاهد الزوج والأبناء التلفاز وهو يوعدهم بشراء لهم طاولة «بلياردو». يرتدي الزوج ملابسه للذهاب إلى عمله وهو يحذر الزوجة من إفساد ما سوف يحدث في بيتهم غداً. يأتي محصل للبيت ويخبر الزوجة بوجود ديون متأخرة. تقوم الزوجة بوضع بعض الزينة لعيد ميلاد الابن، ويحضر الأب بعض الألعاب، ويحضر بعض المدعوين الفقراء، ويبدو أحدهم هو رئيس الزوج في العمل، ويقوم بعض المدعوين بالرقص. يبدأ الساحر في تقديم بعض الفقرات، وينتهي بفقرة يضع فيها الزوج في صندوق ويغلقه، ويفتحه فإذا به دجاجة وليس الزوج، ويفشل الساحر في استعادة الزوج ويلوذ بالفرار. يفشل الجميع في العثور على الزوج ويغادروا والزوجة وحدها لا تعرف ماذا تفعل. تحاول الزوجة بمساعدة رئيس الزوج في البحث عن ساحر آخر يعيد الزوج، دون جدوى. تبدأ الزوجة في الاهتمام بالدجاجة التي هي الزوج! تنفق الزوجة كل ما تبقى لديها من جنيهات قليلة على السحرة المخادعين، كما تمرض الدجاجة وتحملها إلى الطبيب البيطري في عيادته متناهية القذارة ويطالبها البيطري بمبلغ لا تملكه، وتتصل برئيس زوجها الذي يسدد المبلغ ويقدم الطعام للأطفال، وبعض المال القليل للزوجة. يحضر رئيس الزوج ليصطحب الزوجة لمكان العمل للمطالبة بما لزوجها من مستحقات، وتجد أنه مدين لمصنعه، وفي طريق العودة لبيتها يصارحها رئيس الزوج عن نيته في اقامة علاقة معها، وتتركه بعد صفعه.
تبحث الزوجة عن عمل بلا جدوى، وأخيراً تعمل خادمة في بيت سيدة ثرية، ولكنها تسرق بعض الطعام مما يتسبب في فصلها من العمل. تتمكن من إلحاق طفلها الأكبر للعمل مكان والده، وتقبل مساعدة رئيس زوجها في العمل لدى صاحب محلات تجارية، وبعد أيام تطلب من صاحب العمل التصدي لرئيس زوجها الذي يراودها عن نفسها، ويقوم بعض العاملين بضربه وتحطيم سيارته. تطلب إدارة المصنع من الزوجة بلاغاً من الشرطة عن تغيب الزوج ليمكن توظيف الطفل مكان الأب، وفي قسم الشرطة تكتشف وجود الزوج في حالة تشبه الغيبوبة، حيث عثر عليه مع مجموعة مشردين دون إثبات شخصية، فتأخذه للبيت وتبدأ في تنظيفه ومحاولة علاجه، وتتمكن من استلام مستحقاته وتسديد بعض ديونها. يجلس الزوج في غيبوبته وبجواره الدجاجة، بينما تستمر الزوجة والطفل في العمل، وتجد أن الزوج يحتاج مستشفى لرعايته أثناء غيبوبته.
تقوم الزوجة برفع صوت التلفاز إلى درجته القصوى، وتضع الوسادة على رأس الزوج، ثم تتجه إلى الدجاجة فتذبحها وتغسل يديها من الدماء، وتقدم الطعام لأطفالها بينما نستمع لأغنية تقول: «سامعين الدنيا بتغني أحلى الألحان.. مزيكا جنان.. قول باقي لنا أيه.. عالجنة باقي لنا أيه».

## الإنتاج
رحلة صناعة فيلم «ريش» استغرقت حوالي 5 سنوات، وساهمت في إنتاجه أكثر من جهة، على رأسها جولييت لوبوتر وبيير مناهيم من خلال شركة «ستل موفنغ» بفرنسا، وفي مصر، شركة «فيلم كلينك» والمنتج محمد حفظي.

## استقبال الفيلم
كتب أوليفييه بيليسون على الموقع الفرنسي باند أبارت Bande à Part: «كتب عمر الزهيري اسمه في التاريخ، كأول مخرج مصري يقدم فيلمًا طويلًا في أسبوع النقاد، حيث فاز للتو بجائزة نسبريسو الكبرى في الدورة الستين... إنها قصة بسيطة عن عائلة عادية تكافح من أجل تغطية نفقاتها والبقاء على قيد الحياة... كل شيء جيد في البناء، من الكتابة إلى التمثيل، من المجموعات إلى المونتاج».
كتب كليم أفتاب على موقع سين يوروب Cineuropa: «هي كوميديا عبثية جامدة. يبدأ بطريقة الدراما الاجتماعية الواقعية، من النوع الذي يتم في المكان المتهالك حيث تجري الأحداث وتبقى الشخصيات مجهولة من أجل تسليط الضوء على حقيقة أن هذه قصة يمكن أن تحدث في أي وقت وفي أي مكان ولا مكان... مع تطور الفيلم، فإنه ينظر إلى موقع المرأة في العمل والمجتمع. المصنع الذي رفض في السابق السماح للنساء بالعمل فيه يغير سياسته. تبدأ الزوجة بالوداعة وبالكاد تتحدث، وسوف تحتاج إلى التغيير. يروي الزهيري كل هذا دون المساومة على الإطار أو السرعة. تأتي المكافآت من خلال الطريقة الجادة التي تعامل بها الشخصيات كل شيء... من الواضح أن رؤية المخرج فريدة من نوعها في هذا الظهور المحبب والمصمم جيدًا من موهبة جديدة تفوز بجوائز كان».
كتب آلن هنتر على الموقع البريطاني سكرين دايلي Screen Daily: «هذا فيلم يؤدي الكشف المتعمد عنه تقريبًا إلى تشتيت الانتباه عن مدى الظلام الذي يصبح عليه. لقد تغيرت حياة المرأة تدريجيًا وعندما تتعرض للتهديد لا تظهر أي رحمة في العمل لحماية تحررها الجديد».
كتب الناقد اليكس ريتمان على موقع الهوليوود ريبورتر The Hollywood Reporter : "في حين أن حكاية عائلة تفقد معيلها الرئيسي وتضطر إلى إيجاد طريقة للعيش قد تبدو مبتذلة، يقول الزهيري إن عنصر الريش غير التقليدي هو أداة سرد القصص التي يمكن أن تكشف عن حقائق أعمق. "هذه دراما بالنسبة لي،" يشرح. "إنها تخبر الكثير عن شعور الناس تجاه أنفسهم وحياتهم ووضعهم. أعتقد أن كونك مضحكًا أو سخيفًا في بعض الأحيان أمر قد يجذب انتباه الجمهور. لذلك أنا أحب العبث كشخص. نحن نعيش في عالم مجنون الآن، لذلك من الجيد أن تكون سخيفًا".
كتب جيسون بيرودسكي على موقع صحيفة براغ ريبورتر التشيكية The Prague Reporter: «يسير بخطى متعمدة ولكن ليس بطيئًا أبدًا، لا توجد مشاهد ضائعة في الفيلم: كل تسلسل يعتمد بعناية على السرد الموجه، وهو إنجاز نادر لمخرج يقوم بأول ظهور له. هذا هو أحد الاكتشافات الحقيقية لعام 2021».
كتب أحمد شوقي على موقع فيلفن: «بين عشية وضحاها، صار فيلم» ريش«ومخرجه عمر الزهيري عنوانًا للساعة وهدفًا للمتابعات الصحفية والبرامج التلفزيونية. كيف لا والفيلم حقق ما لم يحققه أي فيلم مصري طويل من قبل، فجمع جائزة أسبوع النقاد الدولي في مهرجان كان السينمائي الرابع والسبعين وجائزة الاتحاد الدولي للنقاد (فيبريسي) التي يتنافس عليها قرابة الخمسين فيلمًا في قسمي أسبوع النقاد ونصف شهر المخرجين... هو أحد أذكى الأفلام المصرية الحديثة وأكثرها قدرة على إثارة الأفكار الهامة، دون أي صياح أو خطابة أو مداعبة لذائقة ما، سواء كانت ذائقة الجمهور العريض أو مبرمجي المهرجانات. فيلم بإمكانك أن تتفق وتختلف مع تفاصيله، تشتبك معه بأريحية. فيلم لا يشبه إلا نفسه وصانعه، بصريًا وفكريًا، وهو ما يستحق التقدير والإعجاب بغض النظر عن فوزه بالجوائز من عدمه».
كتب موقع نجم نيوز: «ألقى الفيلم بظلاله على المشكلات الاجتماعية والاقتصادية والأوضاع التي تعيشها المرأة التي تعيل أطفالها وأسرتها في ظل مجتمع متناقض».
هاجمت المخرجة إيناس الدغيدي، فيلم “ريش”، والذي يشارك حاليًا في مهرجان الجونة السينمائي بسبب ضعف مستواه الفني، مشيرةً إلى أنها لا تعرف كيف فاز هذا الفيم بجائزة في مهرجان كان.
أضافت، خلال التصريحات الصحفية، إن فيلم ريش ضعيف على كل المستويات، وأنها كمخرجة لا تحجر على آراء أحد لكننا كنا ننتظر عملا فنيا ذو قيمة
قرر عدد من النجوم الانسحاب من عرض فيلم «ريش» ضمن فعاليات مهرجان الجونة السينمائي، ويأتي قرار انسحاب النجوم من الفيلم نتيجة رؤيتهم للعمل، بأنه مسيء إلى مصر حيث يظهر عديد من الجوانب السلبية في المجتمع ويركز عليها بشكل رئيسي ولا يلقي الضوء على أي جوانب إيجابية، وكان من أبرز النجوم الذين قرروا أن ينسحبوا من مشاهدة الفيلم، بعد عرضه بنصف ساعة تقريبا المخرج عمر عبد العزيز وشريف منير وأشرف عبد الباقي وأحمد رزق.
كانت شركة جراس هوبر Grasshopper Film ومقرها نيويورك نالت حقوق توزيع فيلم ريش في أمريكا في صفقة أعلن عن تفاصيلها ونشرها موقع هوليوود ريبورتر.
كتب موقع سكاي نيوز العربية نقلاً عن المواقع المصرية: "الثلاثي شريف منير وأشرف عبد الباقي وأحمد رزق، قاموا بالانسحاب من العرض الخاص بالفيلم، مشيرين إلى أنه مسيء لمصر ... من جانبه، يقول مؤلف فيلم «ريش»، أحمد عامر، إنه لم يكن يتوقع أن تكون هذه ردود أفعال بعض الفنانين الحاضرين لمهرجان الجونة على الفيلم، مؤكدا احترام صناع ريش لوجهات نظر الجميع، ويضيف عامر لموقع سكاي نيوز عربية: "فيلم ريش يندرج تحت تصنيف (الفنتازيا)، ولا ينتمي إلى زمن أو مكان محددين، لذا أتعجب من اتهام الفيلم بتقديم صورة غير حقيقية عن مصر، مع أن أحداثه من الأساس لا تدور في مصر ... كما يوضح السيناريست المصري أن الذي يدقق في تفاصيل «ريش»؛ سيدرك بسهولة أنه أمام قصة تتجاوز حدود الزمن والمكان، وأنه بصدد خوض رحلة فنية في عالم خيالي تماما".
قالت الفنانة المصرية إلهام شاهين، إنها شاهدت فيلم «ريش»، ضمن فاعليات مهرجان الجونة السينمائي، موضحة لموقع تلفزيون "الشرق"، أنها لم تفهم بعض أجزاء العمل، ولم تقتنع ببعضها"، موضحة أنّ المخرج عمر الزهيري عمل على ربط الفقر وتدني الحالة الاقتصادية للأسرة بالقذارة ... وأبدت إلهام شاهين، دهشتها من رأي البعض بأن الفيلم يُسيء للدولة المصرية، قائلة: "رغم إنني لم أفهم غالبية مشاهد الفيلم، إلا أنني ضد الاتهامات التي وُجهت للعمل بأنه يُشوه صورة مصر، لأننا في النهاية أمام عمل سينمائي".
على الجانب الآخر، أشادت الناقدة السينمائية الفرنسية السورية ندى الأزهري، بالفيلم، مؤكدة: "فيلم ريش رائع ومخرجه عبقري ولديه لغة سينمائية معاصرة وفريدة". وأبدت الأزهري دهشتها من اعتراض البعض، كونه يصوّر الفقر قائلةً: "إنّ هناك أفلام في العالم كله تتناول الفقر والبؤس في العالم المعاصر المشبع بالبؤس والعزلة بعد سيطرة التكنولوجيا والنظام الرأسمالي عليه، متابعة: "لا أعتقد أن المخرج هدفه الإساءة لبلده بل التعبير عن واقع ما مع العلم أنه لم يحدد المكان ولا الزمان".
كتب موقع صحيفة صدى البلد: «أكد الدكتور خالد عبد الجليل رئيس الرقابة على المصنفات، أن وزيرة الثقافة كانت تريد الاحتفال بأبطال فيلم ريش لأنهم شباب مصريين فازوا في مهرجان كان»، وأضاف: «أن وزيرة الثقافة إيناس عبد الدايم لم تشاهد فيلم ريش نهائيا، مؤكدا أن الدولة المصرية تحتوي كل الشباب المبدعين».
رد عمر الزهيري على الهجوم على فيلمه «ريش» حسب ما نشرت صحيفة اليوم السابع قائلاً: «كل إللي كان يهمني أني أقول وجهة نظري ببساطة وعملت السينما إللي مفروض أعملها ومقتنع بيها، مضيفًا: طبيعي إن يحصل صدام وأنا مش أول مخرج يعمل صدام في وجهات النظر، وأنا لما بعمل فيلم مش بكون عارف هينجح أو لا، ولكن ببذل مجهودي في عمل الفيلم باللي مقتنع بيه واللي أغلب جيلي مقتتع بيه».
تحدثت شاهيناز العقاد المشاركة في إنتاج الفيلم خلال مؤتمر صحافي على هامش مشاركته بمهرجان الجونة  وأكدت أن الفيلم غير جماهيري ... ولا علاقة له بمصر، حيث قام المخرج بتشكيل مجتمع خاص به، نافية وجود أي خط سياسي داخل العمل على الإطلاق كذلك، أوضحت أن التحضير لريش بدأ قبل سنوات، واختار له المخرج أبطالا لم يشاركوا بالتمثيل من قبل، معتمدا على طبيعيتهم في التعامل مع المواقف التي وضعوا فيها.
قال الناقد الفني طارق الشناوي، إنه شاهد فيلم «ريش» أثناء عرضه في مهرجان كان السينمائي بفرنسا، موضحا أنه أعجب بالفيلم ومستواه الفني. أضاف طارق الشناوي خلال مداخلة هاتفية مع الإعلامية عزة مصطفى، ببرنامج «صالة التحرير» عبر قناة صدى البلد، أن الفيلم حصل على أول جائزتين من نوعهما في تاريخ السينما المصرية من مهرجان كان، إضافة إلى جائزة أخرى من الصين ... أكد الشناوي أن فيلم «ريش» جيد فنيا ولكنه غير جماهيري ويختلف عما اعتاد عليه المشاهد المصري، ومختلف عما تعود عليه المشاهد، مؤكدا أنه لا يوجد عمل فني يجرؤ على الإساءة لمصر، بتاريخها وقيمتها، لأن تناول شخصيات فقيرة أمر يحدث في كل سينمات العالم.
علقت المخرجة كاملة أبو ذكرى على الجدل المثار حول فيلم «ريش» بعد عرضه في مهرجان الجونة السينمائي وكتبت كاملة أبو ذكرى عبر الفيسبوك: «تلميذي وعزيزي المخرج الشاب عمر الزهيري ... مبروك على فيلمك، وأرجو من الإخوة إلى بيزايدوا بوطنيتهم يرحمونا من كلمة سمعة مصر».
منح موقع قاعدة بيانات الأفلام العربية «السينما.كوم» الفيلم درجة 4.3/ 10.
منح موقع قاعدة بيانات الأفلام على الانترنت (IMDB) الفيلم درجة 6.9/ 10.

## الجوائز والترشيحات
مهرجان كالجاري السينمائي الدولي 2021: فاز بجائزة أفضل فيلم عالمي في مسابقة الرواية الدولية (عمر الزهيرى).
مهرجان كان السينمائي 2021: فاز بالجائزة الكبرى لأسبوع النقاد، وجائزة (FIPRESCI)، وترشح لجائزة الكاميرا الذهبية (عمر الزهيرى).
مهرجان الجونة السينمائي 2021: فاز بجائزة ”نجمة الجونة الذهبية“ كأفضل فيلم عربي روائي طويل، في ختام فعاليات مهرجان الجونة السينمائي، في مصر.
مهرجان بينغياو السينمائي الدولي 2021: ترشح لجائزة المشاهدين (جائزة النمور الرابضة - أفضل فيلم).
مهرجان ستوكهولم السينمائي 2021: ترشح لجائزة الحصان البرونزي (أفضل فيلم – عمر الزهيري).
مهرجان تي موبايل - نيو هورايزونز السينمائي الدولي، بولندا 2021: فاز بجائزة تنويه خاص للمخرج عمر الزهيري في قسم المسابقة الدولية، وترشح للجائزة الكبرى.

## وصلات خارجية
- ريش على موقع IMDb (الإنجليزية)
- ريش على موقع روتن توميتوز (الإنجليزية)
- ريش على موقع قاعدة بيانات الأفلام العربية
- ريش على موقع ألو سيني (الفرنسية)
- ريش على موقع فيلمافينيتي (الإسبانية)
- ريش على موقع قاعدة بيانات الفيلم (الإنجليزية)
- ريش على موقع ليتربوكسد (الإنجليزية)
- ريش على موقع كينوبويسك (الروسية)

https://www.dostor.org/3602774 ريش (فلم)
https://www.filfan.com/news/135716 ريش (فلم)
https://cineuropa.org/en/newsdetail/407625/ ريش (فلم)
https://www.screendaily.com/reviews/feathers-cannes-review/5161631.article ريش (فلم)
https://www.bande-a-part.fr/cinema/critique/magazine-de-cinema-feathers-omar-el-zohairy-cannes-2021/ ريش (فلم)
https://www.hollywoodreporter.com/movies/movie-news/cannes-2021-hidden-gem-feathers-1234979117/ ريش (فلم)
https://www.praguereporter.com/home/2021/8/24/feathers-kviff-2021-review-kafkaesque-egyptian-parable-a-real-stunner ريش (فلم)